# 마하시 사야도

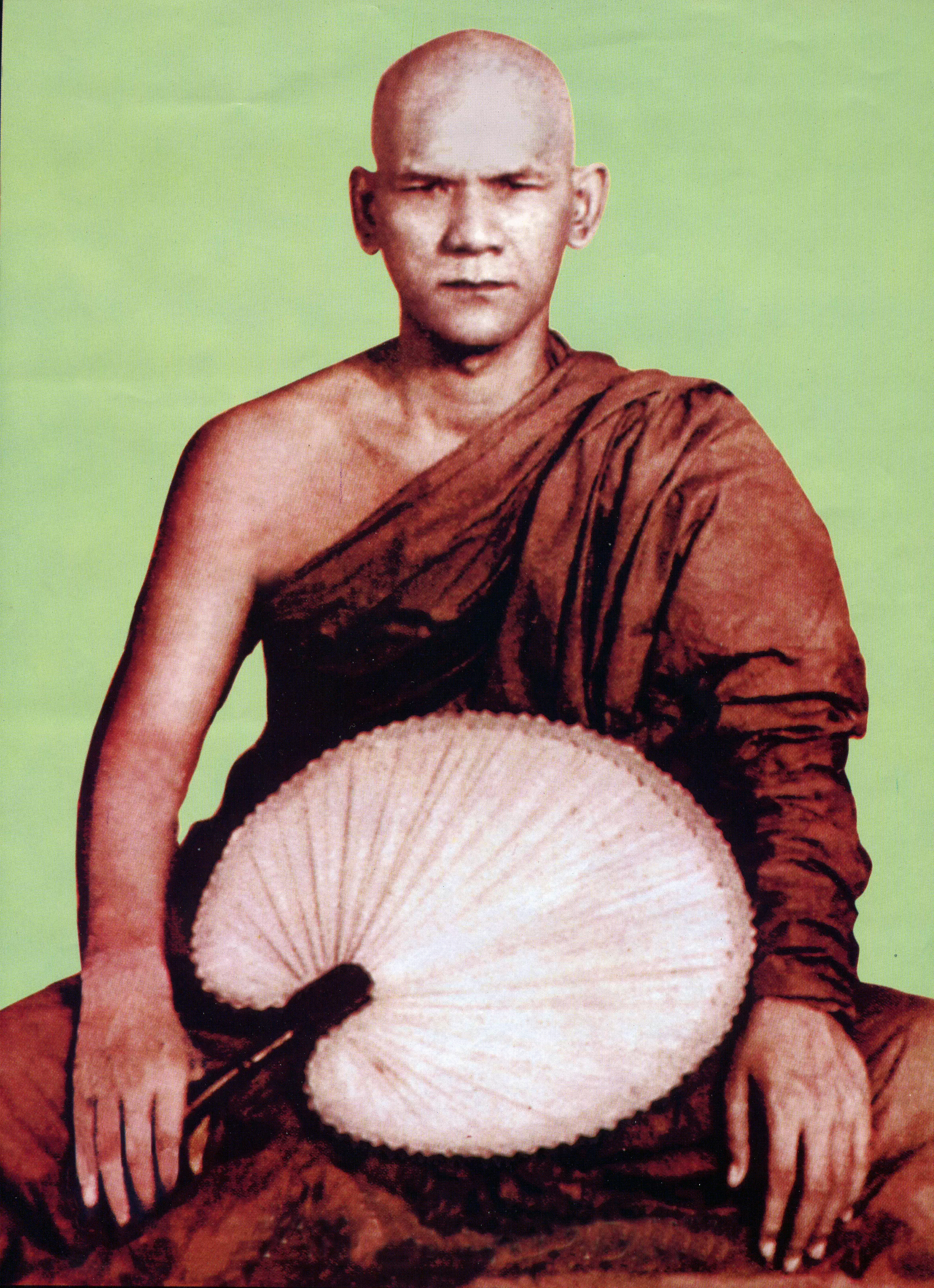
마하시 사야도

마하시 사야도(Mahasi Sayadaw U Sobhana, 1904년 7월 29일 ~ 1982년 8월 14일)는 미얀마의 테라바다 불교 승려이다. 오늘날 전 세계에 위파사나를 퍼뜨렸다.
마하시 수도원은 오늘날 전 세계에 500개 분원을 두고 있으며, 출가자와 재가자가 함께 명상을 수행한다.

## 같이 보기
- 통찰명상협회